# Украина (гостиница, Киев)

Гостиница «Москва» в Киеве, Министерство связи СССР. Художник В. Коновалов.

Гостиница «Украина» (укр. Готель «Україна»; проектное название «Киев», до 2001 года «Москва») — 16-этажный четырёхзвездочный отель в Киеве на улице Институтской, дом № 4.
На месте гостиницы ранее размещался небоскреб Гинзбурга. Гостиницу начали строить в 1955 году в рамках послевоенной реконструкции Крещатика. Построен по проекту авторского коллектива архитекторов Анатолия Добровольского (руководитель), Авраама Милецкого, Бориса Приймака, В. Созанского, А. Косенко; инженеров-конструкторов А. Печенова и Л. Линовича. Официальное открытие отеля состоялось 28 сентября 1961 года.

## История строительства
Около места, где построили гостиницу, в 1912—1944 годах размещался «небоскрёб Гинзбурга» — многоэтажный доходный дом «короля подрядчиков» Льва Гинзбурга, который до 1928 года был самым высоким зданием на территории УССР. После взрывов в сентябре 1941 года дом был сильно повреждён и окончательно разрушен в начале 1950-х годов.
В символическую дату 22 июня (начало Великой Отечественной войны) 1944 года был объявлен конкурс на лучший проект восстановления Киева. В конкурсе приняли участие не только киевские, но и московские, ленинградские и другие архитекторы; всего было представлено около 20 вариантов восстановления. Во многих проектах, участвовавших в конкурсе, на холме, который занимал до войны «небоскреб Гинзбурга», предполагалось построить новое высотное здание.

Выдвинул такую идею Александр Довженко.
Ни один из представленных на конкурс проектов, несмотря на большое количество новых, интересных с градостроительной точки зрения предложений, рассмотренных в трёх турах, не был принят. Длительное, в течение нескольких лет, соревнование привело к «волевому решению» организаторов конкурса — поручить разработку генерального проекта реконструкции центральной части Киева институту «Киевпроект».
В 1948 году сформировалась творческая группа архитекторов в составе: А. Власов (главный архитектор Киева, руководитель коллектива), А. Добровольский, А. Малиновский, В. Елизаров, Б. Приймак, А. Заваров и другие. Позднее, в 1949 году, в связи с переходом А. Власова на работу в Москву, руководителем группы назначается Анатолий Добровольский (новый главный архитектор Киева).

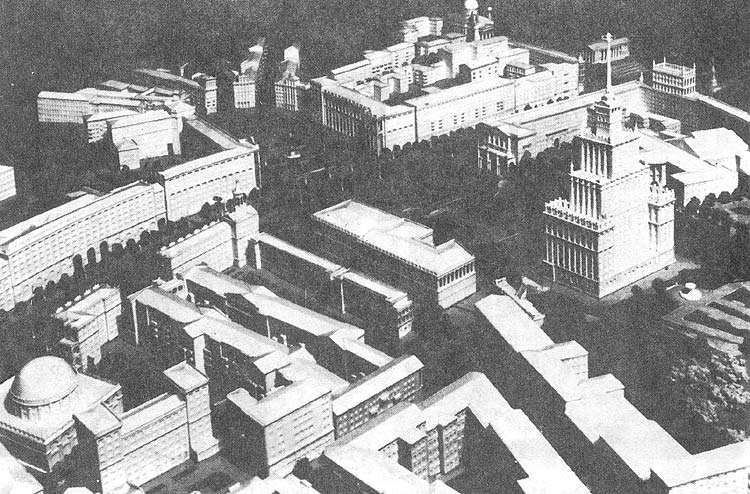
Планировка 1949 года площади Калинина (Независимости). Автор проекта — А. В. Добровольский.

В начале 1950-х годов, на краю Печерского плато, были проведены работы по окончательной разборке фундамента «Небоскреба Гинзбурга» и подготовке площадки для строительства нового высотного отеля.
В 1953 году вышло постановление Совета Министров СССР, согласно которому начались проектные работы над сооружением.
Земляные работы начались в 1954 году. А после многочисленных переделок, в частности связанных с борьбой с излишествами архитектуры, в 1955 году начали закладывать фундамент.
В процессе строительства проект несколько раз изменяли, и из-за «борьбы с архитектурными излишествами» проект гостиницы значительно урезали, уменьшили этажность и убрали шпиль.
Само строительство отеля-небоскреба началось в 1958 году и завершилось в 1961-м.
При сооружении отеля впервые в Киеве применены шатровые панели перекрытий одного типоразмера и сборная железобетонная опалубка для конструкций фундаментов. Она состоит из плоских плит (толщина 7 см), соединенных болтами. Плиты опалубки вошли в состав конструкции фундаментов. Удачно использован перепад рельефа со стороны ул. Карла Маркса. Здесь сооружена подпорная стенка высотой 14 м.
Официальное открытие состоялось 28 сентября 1961 года, гостинице было присвоено имя «Москва».

## Эксплуатация

Первоначальный проект гостиницы

В 1979 году в здании появилась сауна с бассейном.
В 2001 году гостиницу «Москва», в честь 10-летия независимости Украины, переименовали в гостиницу «Украина». А в 2003 году отель частично реставрировали.
В 2005 году гостиница «Украина» стала победителем Национального бизнес-рейтинга с присвоением звания «Лидер отрасли» по основному виду деятельности «Гостиницы», победителем смотр-конкурса «Укротель» на лучший отель Украины.
За годы существования отеля в нём останавливались уважаемые политики, дипломаты, известные актёры, художники, спортсмены, музыканты и космонавты.
В последние годы все больше клиентов пользуются известным отелем, например, за февраль—сентябрь 2009 года доход отеля вырос в 90 раз.
Цена проживания в отеле в день колеблется в пределах 615—2270 гривен.
Все номера оснащены кабельным телевидением и телефонами. В здании находится ресторан «Украина», где подают не только украинскую, но и международную кухню; ночной бар, кафе, бильярд, банкомат, парикмахерская, сауна, массажный кабинет, пункт мелкого ремонта одежды, конференц-залы, бизнес-центр (факс, копирование) и охраняемая автостоянка на 69 мест.

## Архитектура и характеристики

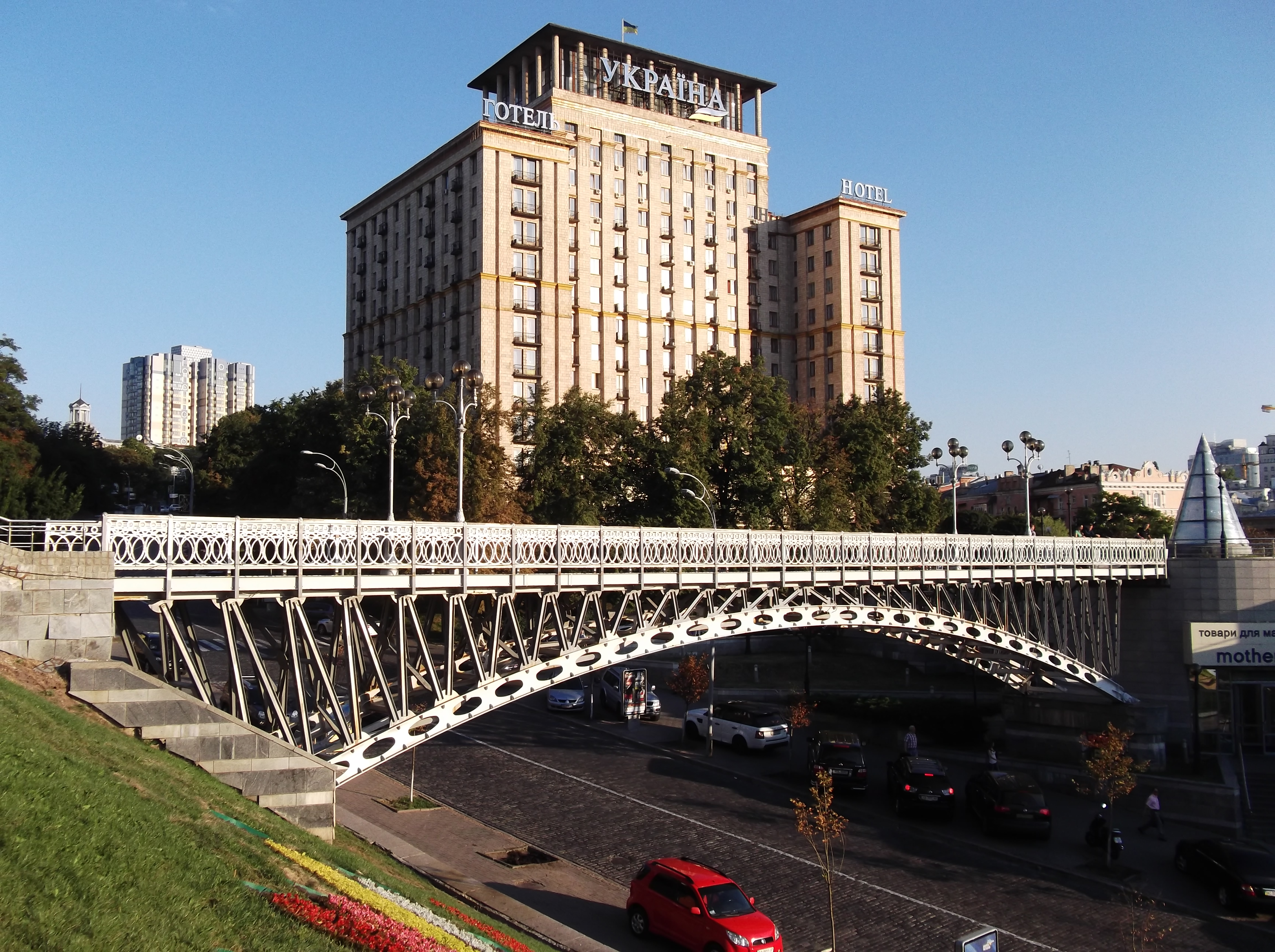
Вид с Майдана Незалежности

Архитектура здания решена в простых, лаконичных формах. Для облицовки фасадов использована светлая керамическая плитка, характерная для всей послевоенной застройки Крещатика.
По своему архитектурному стилю отель напоминает «сталинские высотки», по первоначальным эскизам небоскрёб должен был быть 21-этажным (не включая башню) и иметь 120—150 м высоты. Однако по приказу украинского руководства по борьбе с «архитектурными излишествами» проект гостиницы урезали, и высоту уменьшили до 66 метров.
В отеле насчитывается 374 номера на 539 мест (в 1982 году номеров было 427, а мест — 865).
На первом этаже исторического небоскрёба размещён бизнес-центр, в котором находится конференц-зал на 100 человек.

## Новое сооружение на месте гостиницы
В 2000-х годах появилась новая «идея» реконструкции гостиницы. По плану экс-главного архитектора Киева Сергея Бабушкина, на месте гостиницы «Украина» предполагается возвести небоскрёб высотой около 210 метров: 67 надземных и 7 подземных уровней.
Здание, о котором идёт речь, не только гостиница на 245 номеров высшего разряда, с 420 VIP—апартаментами, но и офисный центр площадью 8365 м², конференц-залы для представительных форумов, концертные и выставочные залы. Верхние этажи займёт «украинский центр». На уровне 50-го этажа разместится смотровая площадка, с которой откроется широкая панорама Киева. В подземных этажах будет организован крупнейший в городе паркинг, рассчитанный на 2436 автомобилей, что поможет существенно уменьшить проблему парковки автомобилей в центре Киева. Склоны перед главным фасадом здания займет ландшафтный парк. Предусмотрено соединение комплекса с одним из выходов станции метро «Крещатик». В целом, общая площадь комплекса должна была составить около 150 000 м².
Архитекторы коллектива «Архитектурный союз» хотели придать зданию мягкую округлённую форму, что напоминало бы установленный на вершине холма флаг. «Мягкость» этому небоскрёбу придадут цветные тонированные стекла, которыми и хотят украсить здание. Авторы проекта заявляют, что небоскрёб в виде флага станет завершающим этапом реконструкции Площади Независимости, начатой в 2000 году.
Интересно, что наклонная стеклянная стена торгового центра «Глобус» была построена специально для будущего небоскрёба, она должна была стать увертюрой для стекольного гиганта.
Но гендиректор «Национальной резервной корпорации» Алексей Тарасов справедливо считает, что проект слишком велик для Площади Независимости и вряд ли будет реализован.